# Thorbjörn Fälldin
Thorbjörn Fälldin, plným jménem Nils Olof Torbjörn Fälldin (24. dubna 1926 Högsjö – 23. července 2016 Ramvik), byl švédský politik. Byl premiérem Švédska v letech 1976–1978 a 1979–1982 a předsedou Strany středu (Centerpartiet) v letech 1971–1985. Byl prvním politikem, kterému se ve Švédsku podařilo přerušit vládu sociálních demokratů, která trvala nepřetržitě od roku 1932 (s výjimkou sto dní v roce 1936) a skončila právě až Fälldinovým nástupem do funkce předsedy vlády v roce 1976.

## Život a politická kariéra
Začínal jako farmář a po odchodu z politiky v roce 1985 se k hospodaření na rodinné farmě také vrátil. Farmaření ho přivedlo do Strany středu (do roku 1958 nesla název Agrární strana).
Ropná krize roku 1973 způsobila ve Švédsku první vážnější ekonomické potíže od druhé světové války, což otřáslo hegemonií sociálních demokratů. Ve volbách roku 1976 sice socialisté zvítězili se 42,7 procenty hlasů, zatímco Strana středu získala jen 24,1 procenta hlasů, nicméně ztratili ve švédském parlamentu (Riksdagu) většinu, naopak blok menších pravicových a středových stran byl prvně po čtyřiceti letech schopen sestavit vládu. Do čela koaličního kabinetu Strany středu, Lidové liberální strany (Folkpartiet liberalerna) a konzervativních Umírněných (Moderaterna) se postavil právě Fälldin. Za dva roky se však vláda rozpadla, když se neshodla v otázce využívání jaderné energie (Strana středu zastávala silně protijaderný postoj), načež vznikla menšinová vláda Lidové liberální strany s Olla Ulstenem v čele.
Ve volbách roku 1979 tři pravicové strany získaly v parlamentu znovu většinu, byť již jen jednoho hlasu (175:174) a obnovili původní tříčlennou koalici v čele s Fälldinem, přestože nejsilnější pravicovou stranou se ve volbách stali konzervativci (Umírnění). Napětí mezi Fälldinem a Umírněnými také vládu nakonec předčasně rozbilo (1981), když konzervativci odvolali svou podporu kabinetu kvůli Fälldinově daňové politice, již označili za přespříliš levicovou. Fälldin sestavil menšinový kabinet s Lidovou liberální stranou, ale možnost manévrovat měl již malou. V následujících volbách roku 1982 triumfovali sociální demokraté a Olof Palme ustavil svůj druhý levicový kabinet. Strana středu ve volbách navíc silně oslabila (15,5 procenta hlasů), Fälldin začal čelit silné vnitrostranické kritice, načež se roku 1985 stáhl z politiky.
Jeho důležitou roli, i když komediálním způsobem, připomenul švédský seriál z roku 2024 „Whiskey s ledem“ („Whiskey on the Rocks“). Studená válka mezi Východem a Západem s sebou přinášela opakovaně napjaté okamžiky, kdy nezbývalo mnoho, aby se změnila v celosvětový horký konflikt. Jedna taková chvíle přišla 27. října 1981. Ve švédském vojenském pobřežním pásmu najela na mělčinu sovětská ponorka S-363 vyzbrojená jadernými zbraněmi. Událost se nakonec podařilo smírně vyřešit díky Fälldinovi a ponorka byla odtažena do mezinárodních vod.